# Ammi
Pour les articles homonymes, voir ammi (homonymie).
Genre
Ammi est un genre de plantes à fleurs de la famille des Apiaceae, qui comprend des espèces répandues dans le sud de l'Europe.

## Liste d'espèces
Selon Catalogue of Life (21 juin 2013) :
- Ammi anethifolium
- Ammi boeberi
- Ammi broussonetii
- Ammi cicutarium
- Ammi crinitum
- Ammi daucifolium
- Ammi daucoides
- Ammi dilatatum
- Ammi ehrenbergii
- Ammi elatum
- Ammi ferulaceum
- Ammi ferulaefolium
- Ammi glaucifolium
- Ammi huntii
- Ammi indicum
- Ammi intermedium
- Ammi majus
- Ammi meoides
- Ammi minus
- Ammi paucifolium
- Ammi pauciradiatum
- Ammi petroselinoides
- Ammi procerum
- Ammi pumilum
- Ammi pyrenaicum
- Ammi saxatile
- Ammi seubertianum
- Ammi thracicum
- Ammi topalii
- Ammi trachycarpum
- Ammi trifoliatum
- Ammi visnaga

- Ammi visnaga voir Visnaga daucoides — ammi visnage